# Pediasia paraniobe
Pediasia paraniobe là một loài bướm đêm trong họ Crambidae.